# 이명세 (1893년)
이명세(李明世, 일본식 이름: 春山明世하루야마 메이세, 1893년 11월 30일 ∼ 1972년 7월 28일)은 일제강점기의 유학자 겸 기업인이다. 자는 성도(聖道), 호는 의산(義山)이다. 본관은 전의이며 원적지는 경성부 성북구 동소문동이다. 이명세는 친일반민족행위 705인 명단에 포함된 인물로서, 손녀인 역사학자 이인호는 이명세에 대해 높이 평가했다.

## 생애
1911년 3월 양정고등보통학교를 졸업했다. 1918년 대구지방법원 상주지청 서기로 근무했고 경성전수학교를 졸업했다. 1919년 9월 19일부터 1920년 3월까지 공주지방법원 서산지청 서기로 근무했고 1920년 3월 3일부터 1923년 9월 26일까지 공주지방법원 홍성지청 서기로 근무했다.
1923년 10월 1일 호서은행 대리로 임명되었고 호서은행 서무과장(1924년 11월 1일 ~ 1927년 3월)과 호서은행 홍성지점장(1927년 3월 13일 ~ 1930년 8월 30일)을 지냈다. 1932년 9월 1일 동일은행(東一銀行) 검사역(檢査役)으로 임명되었고 주식회사 남창사(南昌社) 이사(1932년 10월 1일), 주식회사 철원창고(鐵原倉庫) 이사(1933년 3월 1일), 주식회사 이문당(以文堂) 이사(1936년 5월 19일), 주식회사 동문사(東文社) 이사(1939년) 겸 사장(1940년 11월 30일), 재단법인 학린사(學隣舍) 상임이사(1940년 12월 10일), 재단법인 보학원(保學院) 감사(1941년 4월 1일)를 지냈다.
1939년 11월 1일 조선유도연합회 상임참사로 선출되었고 1941년 6월 1일에는 상임이사로 선출되었다. 1941년 10월 조선임전보국단 발기인으로 참여했으며 1944년 4월 22일 경학원 사성(司成)으로 임명되었다. 민족문제연구소의 친일인명사전 수록자 명단의 종교 부문과 친일반민족행위진상규명위원회가 발표한 친일반민족행위 705인 명단에 포함되었다.

## 관련 자료
- 라디오 백년전쟁 -친일파열전 2 친일유림 이명세 : 이인호 KBS 이사장 할아버지 1편. 국민라디오. 2014년 12월 10일.
- 라디오 백년전쟁 -친일파열전 2 친일유림 이명세 : 이인호 KBS 이사장 할아버지 2편. 국민라디오. 2014년 12월 17일.

## 같이 보기
- 이인호
- 김창숙

## 참고자료
- 친일반민족행위진상규명위원회 (2009). 〈이명세〉. 《친일반민족행위진상규명 보고서 Ⅳ-12》. 서울. 614~626쪽.